# 尼可拉斯·史威瑟
尼可拉斯·汤玛斯·史威瑟（Nicholas Thomas Swisher，1980年11月25日－） ，出生于俄亥俄州的哥伦布市。

## 職業生涯
- 史威瑟是奧克蘭運動家在大聯盟選秀第一輪第16順位選中的選手。

## 小聯盟
- 在2005年，史威瑟在小聯盟獲得了103次的保送[永久]。

## 大聯盟

### 奧克蘭運動家(2004年-2007年)
- 史威瑟在2004年9月3日升上大聯盟，這一年他的成績為出賽20場，有15支安打，2發全壘打，11次三振和8次保送。
- 2006年史威瑟的成績為打擊率0.254，35發全壘打，95分打點，97次保送和152次三振，全壘打、保送、三振都在排名10名以內，但是得點圈打擊率卻只有0.190[1]。
- 2007年奧克蘭運動家和史威瑟簽下5年2675萬美金加2012年1200萬美金球隊選擇權的延長合約[2]。

### 芝加哥白襪(2008年)
- 2008年1月芝加哥白襪隊用3名選手和奧克蘭運動家交易史威瑟[3]。

### 紐約洋基(2009年-2012年)
- 2008年11月13日，紐約洋基隊以Wilson Betemit加上2名小聯盟球員和芝加哥白襪隊交易史威瑟[4]。
- 2009年春訓其間，史威瑟和Xavier Nady競爭先發右外野手，最後是由Xavier Nady勝出[5]，但在Xavier Nady4月進入傷兵以後，史威瑟成為先發右外野手。
- 2009年4月13日，王建民先發對坦帕灣光芒隊的比賽，由於王建民被打爆提早退場，大量使用救援投手，而史威瑟也上場擔任投手，主投1局被打出1支安打、送出1次保送及1次三振，沒有失分[6]。
- 2009年9月8日，史威瑟在主場面對光芒隊，單場擊出2發全壘打，其中有一發全壘打是再見全壘打，幫助球隊獲得勝利[7]。
- 2009年世界大賽洋基冠軍代表隊。
- 2010年9月9日，尼可拉斯·史威瑟面對巴爾的摩金鶯隊的新終結者上原浩治，在9局下半A-Rod敲出安打後，緊接著史威瑟敲出兩分打點再見全壘打，讓洋基以3:2逆轉金鶯。
- 2012年8月14日，史威瑟在三局下半擊出逆轉比數的滿貫全壘打，這也是史威瑟職業生涯200轟，最終洋基8：2擊敗遊騎兵。

### 克里夫蘭印地安人(2013年-2015)
今天(24日)與印地安人達成一紙4年5600萬美元合約協議，寫下該隊隊史與自由球員簽訂的最大合約。

### 亞特蘭大勇士(2015)
2015年8月7日，史威瑟和Michael Bourn被交易至勇士隊，印地安人隊得到Chris Johnson。他在勇士隊出賽46場，打擊率僅1成95。2016年3月28日，儘管已經付了他一年的薪水，勇士隊還是將史威瑟釋出。

## 獲獎紀錄
世界大賽冠軍：2009年

## 特點
- 史威瑟是屬於左右開弓（能擔任左打和右打）的打者。
- 史威瑟生涯的打擊率（0.244）雖然不高，但有很好的選球能力，能獲得許多的保送，所以常有較高的上壘率（0.354）。
- 史威瑟在打擊前會看著天空，他相信在2006年8月過世的祖母會在天國看著他比賽，所以在打擊前會看著在天國的祖母[11]。

## 外部連結
- 球員資訊和成績在MLB，ESPN，Baseball-Reference，Fangraphs，The Baseball Cube（英文）
- NickSwisher.net
- Baseball Almanac （页面存档备份，存于）